# Josefine Tengblad
Vanja Jennifer Josefin Magnusdotter Tengblad, född 14 november 1978, är en svensk skådespelare och filmproducent.
Tengblad har arbetat på fler olika positioner inom film- och teaterproduktion. Hon började sin filmiska bana som barnskådespelare, och sysslade fram till de sena tonåren med teater. Därefter började drömmarna om att ställa sig bakom kameran att ta form. Hösten 2006 var hon med och grundade en repertoarteater på Ystads Teater vid namn Teatrum. 2011 var hon producent till den uppmärksammade filmen Kyss mig som även löst baseras på hennes egna erfarenheter av att vara gift med en man men bli kär i en kvinna. Hon spelade även själv en roll i filmen. Vidare driver Tengblad egna produktionsbolaget Lebox. samt arbetar som exekutiv producent för några av TV4-Gruppens serier, däribland Solsidan, Wallander, Maria Wern, Johan Falk och Hamilton.
2012 vann Josefine Tengblad filmproducentpriset Lorenspriset för Kyss mig.